# قاموس أيلون - شنعار
قاموس أيلون - شنعار (عُنوانه بالعبرية: מילון איילון-שנער) 
هو قاموس عربي - عبري وضعه اثنان من كبار المستشرقين اليهود: دافيد أيالون، وبيساح شنعار في النصف الأول من القرن العشرين، وصار يُعرف باسميهما، ويُعدّ "القاموس العربي-العبري للغة العربية الحديثة"، القاموس الأكثر شيوعًا وانتشارًا بين متعلّمي اللغة العربية في صُفوف الناطقين بالعبرية في إسرائيل. وحتى عام 2008، صدرت من هذا القاموس 22 طبعة، وبلغ عدد مبيعات نسخه إلى 80,000 نسخة حتى عام 1997.
يُستخدم هذا القاموس، من بين استخدامات أخرى، في المدارس والجامعات والجيش الإسرائيلي، والدوائر الحكومية. ويوفّر المفردات المناسبة لكلٍّ من اللغة العربية الفصحى الحديثة، والأدب الحديث، والأعمال الفكرية، وكذلك الأعمال الأدبية الكلاسيكية القديمة، والقرآن.

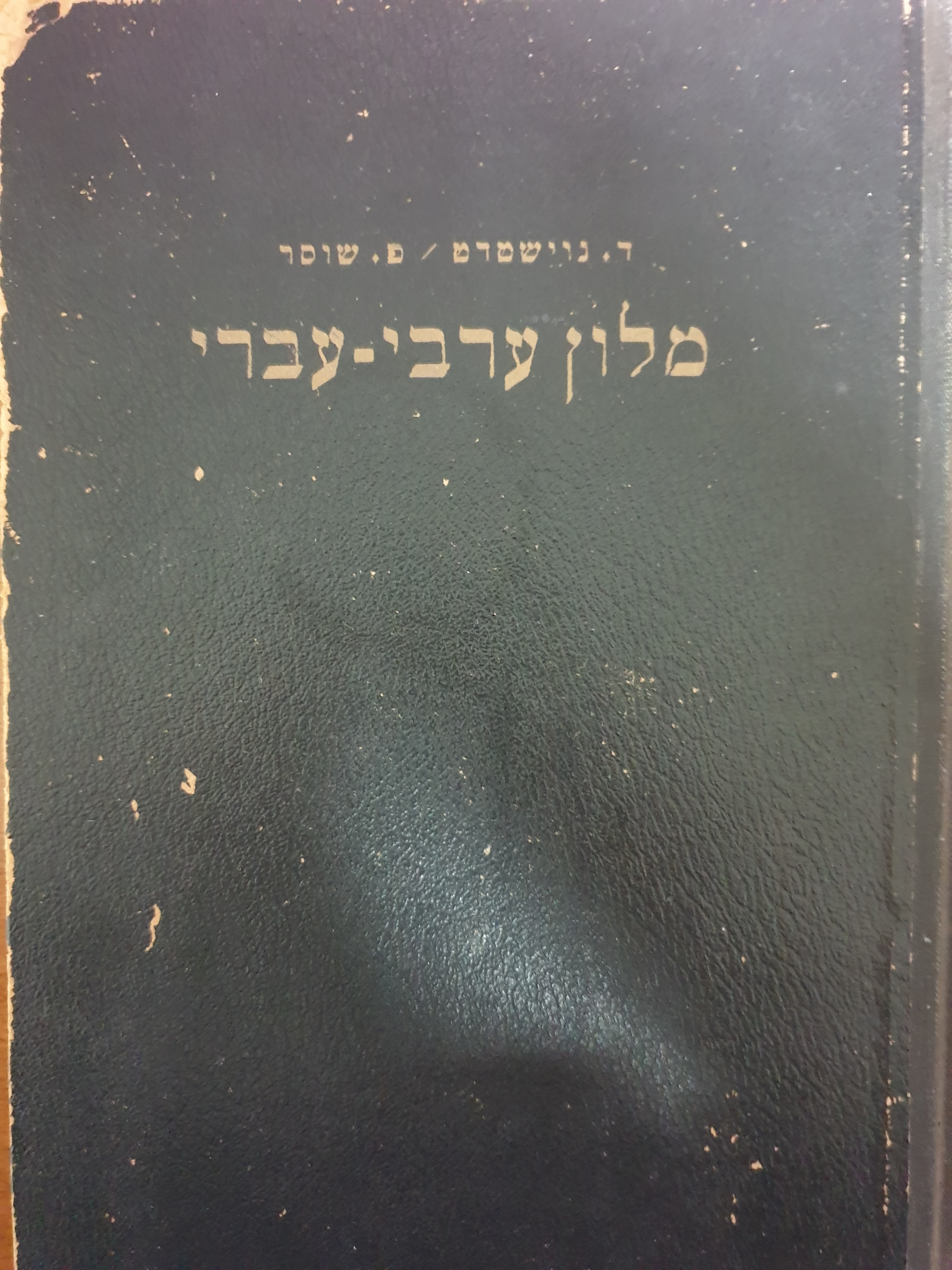
Arabic Hebrew Dictionary

## تأليف القاموس
بحث دافيد أيالون عن شخص آخر يمكنه مراجعة كتاب شارك في تأليفه، وهو "مكنز الكلمات الأساسية في الصحافة اليومية العربية"، الذي كُتب بمبادرة من المحاضر في التربية موشيه بريل، وأثناء بحثه، تواصل أيّالون مع بيسّاح شنعار.
شمل العمل فحصًا لمقاطع صحفية لتحديد الكلمات الأساسية المستخدمة في اللغة العربية غير المحكية، وذلك حسب تواترها وترتيبها الأبجدي. قرر أيّالون وشينعار في عام 1940 توسيع العمل وتحويله إلى قاموس عربي-عبري للغة العربية الحديثة، موجّه للطالب العبري.

في عام 1947، حصل شينعار وأيّالون على إجازة مدفوعة الأجر من موشيه شاريت، الذي كان رئيس الدائرة السياسية في الوكالة اليهودية (وكان كلاهما يعملان في الدائرة السياسية للوكالة)، والذي أبدى اهتمامًا كبيرًا بعملهما، وذلك لإكمال القاموس. وقد انتهيا من العمل في تأليفه في سبتمبر/أيلول عام 1947.

## القاموس علىالإنترنت
ظل القاموس في طبعاته التّالية على الحال التي كُتب فيها بالأصل، دون أي تغييرات تُّذكر على طبعته الأولى التي صدرت عام 1947. وبمناسبة مرور خمسين عامًا على القاموس، قررت الجامعة العبرية إعداد طبعة جديدة مُحَتلَنَة منه. وقد أُسندت هذه المهمة إلى فريق عمل برئاسة البروفيسور أرييه ليفين، والبروفيسور مناحم ميلسون.
في عام 2006، أُطلق موقع إلكتروني للقاموس، ويجري تحديثه بطريقتين: الأولى، عن طريق فريق بحثي، والثانية، يمكن لأي شخص إرسال بريد إلكتروني إلى هيئة التحرير واقتراح كلمة جديدة، ويتم فحص تحديثها من قِبل طاقم المُحرِّرين.
اعتبارًا من نوفمبر 2014، أصبح استخدام القاموس على الإنترنت متاحًا للمشتركين الذين يُسدِّدون رُسوم الاستخدام. وتتوفَّر في القاموس اشتراكات للأفراد، واشتراكات للمؤسسات (كالجامعات والمدارس، ونحوها).

## وصلات خارجية
- القاموس الإلكتروني لمناحيم ميلسون، القائم على قاموس أيالون - شنعار (موقع مدفوع).
- قالب:هآرتس
- قالب:هآرتس